# El Sexto
El Sexto es la cuarta novela del escritor peruano José María Arguedas publicada en 1961 y que mereció el Premio Nacional de Fomento a la Cultura Ricardo Palma en 1962. Es una novela basada en la experiencia carcelaria del autor en el penal El Sexto de Lima, entre los años de 1937 y 1938, bajo la dictadura de Óscar R. Benavides. Aunque ambientada en un contexto urbano y con personajes mayoritariamente costeños y criollos, no deja de tener elementos en común con sus anteriores novelas neoindigenistas, en especial con Los ríos profundos, pues su protagonista-narrador (que usa el sobrenombre de Gabriel) es un ser marginal, sensible e idealista, escindido entre dos mundos (el serrano-andino y el costeño-criollo) y entre dos culturas (la quechua y la castellana). Asimismo la novela es un cuadro descarnado de la vida carcelaria, que se desarrolla en un edificio lóbrego donde conviven presos comunes con presos políticos. El dolor, la angustia, el sufrimiento y la muerte, son los elementos vitales que giran alrededor de la obra.

## Propósito
Es una novela-testimonio, una denuncia del horror carcelario vivido por el autor. El protagonista (que es su alter ego) es un estudiante universitario llamado Gabriel Osborno, que es joven y provinciano. Es testigo de las injusticias y demás aberraciones que se cometen dentro de la prisión, que sumen a sus víctimas en el dolor, la angustia, el sufrimiento y la muerte. Pero también comprueba la solidaridad, el compañerismo, el idealismo por lograr un país mejor, de parte de los presos políticos. Allí encuentra, según sus propias palabras, «lo mejor del Perú y lo peor del Perú». La cárcel es, en definitiva, un microcosmos del país, donde chocan las razas, las clases sociales, las subculturas. Considera que la injusticia que se da dentro de la cárcel, al igual que en todo el país, es consecuencia del sistema racista, excluyente y elitista que impera en el Perú.

## Vinculación con el resto de las obras de Arguedas
Pese a la popularidad que goza esta novela entre los lectores peruanos, la crítica no le da la misma importancia que le otorga a las otras novelas del autor, como Yawar Fiesta o Los ríos profundos, tal vez porque se le considera la menos arguediana de todas ellas, al alejarse de los escenarios andinos y contar con pocos personajes indígenas, dando pase a un escenario citadino y con una profusión de personajes criollos y costeños. Sin embargo, la novela si se vincula con el resto de sus obras, comenzando con su protagonista, Gabriel Osborno, un joven estudiante andino, natural de Apurímac, que es el alter ego del autor. La visión del mundo carcelario de Gabriel se realiza a través de la óptica andina; evoca los paisajes y los huaynos de su tierra y hace confidencias en su lengua quechua materna con los presos de su mismo origen andino.

## Contexto político

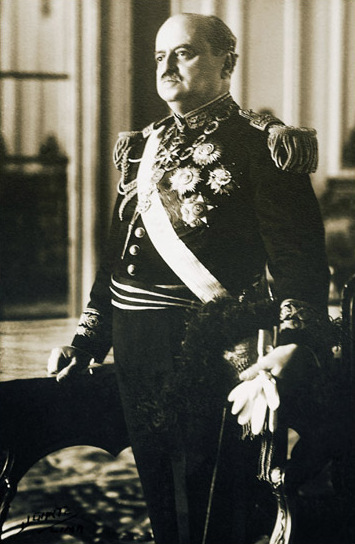
Óscar R. Benavides, presidente del Perú entre 1933 y 1939, es mencionado por los personajes de la novela como “El General”.

En el epígrafe de la primera edición de la novela, Arguedas afirma que decidió escribirla en 1939, al salir de la cárcel, pero que empezó a poner en práctica esta idea a partir de 1957.
El escritor tenía 26 años cuando vivió dicha experiencia carcelaria. Ocurrió durante la dictadura del general Oscar R. Benavides, bajo la cual se hallaban fuera de la ley los partidos aprista y comunista. En realidad, Arguedas nunca fue un activo militante partidario, pero sus simpatías estaban del lado del comunismo y en contra del fascismo, pues se había formado intelectualmente leyendo las obras de José Carlos Mariátegui. Fue por eso que cuando en 1937 se anunció la visita del general italiano Cammarota (representante del dictador Benito Mussolini) a la sede de la Universidad de San Marcos, un grupo de estudiantes sanmarquinos se puso de acuerdo para organizar una protesta; entre ellos se encontraba Arguedas. Todos ellos eran partidarios acérrimos de la Segunda República Española y como tales, opositores declarados de la dictadura italiana, que por entonces apoyaba al bando sublevado, de ideología fascista, en plena guerra civil española. En el fragor del acto, los estudiantes rodearon al general Cammarota e intentaron arrojarlo a la pila del patio de Derecho, hecho que fue impedido por un grupo de profesores. La embajada italiana protestó enérgicamente ante el gobierno peruano, y el general Benavides, a fin de dar un escarmiento ejemplar, ordenó la prisión de todos los estudiantes involucrados. Fue así como Arguedas fue a dar en El Sexto (prisión llamada así por estar colindante a la sexta comisaría de la avenida Alfonso Ugarte de Lima), donde pasó once meses, de noviembre de 1937 a octubre de 1938.

## Contexto ideológico
El mundo de los presos políticos en El Sexto refleja la realidad peruana de la década de 1930: comparativamente, los apristas son mayoría y los comunistas solo una minoría. Estos partidos, de carácter revolucionario, habían surgido en los años 1920 con la pretensión de transformar radicalmente al país; pero fue el APRA, fundado por Víctor Raúl Haya de la Torre, que al comenzar la década de 1930 irrumpió como un partido de masas, apoyado por obreros, campesinos, estudiantes y la clase media. Participaron en las elecciones generales de 1931, que perdieron frente al teniente coronel Luis Sánchez Cerro; no reconocieron el resultado y pasaron a la más exacerbada oposición, cuya cima alcanzó con la llamada revolución de Trujillo de 1932, ferozmente reprimida por el gobierno. Apristas y comunistas fueron perseguidos y puestos fuera de la ley bajo una norma de la Constitución de 1933 que proscribía a los partidos de carácter internacional; de esa época data la acuñación del término apro-comunismo. Las cárceles se llenaron de presos políticos, situación que no varió tras el ascenso al poder de Óscar R. Benavides luego del asesinato de Sánchez Cerro en 1933 a manos de un militante aprista.
La novela es un eco de la lucha de los apristas y comunistas contra el régimen dictatorial de Benavides, pero a la vez refleja el enfrentamiento de ambos grupos en el plano doctrinario. Los apristas acusan a los comunistas de estar al servicio de la Unión Soviética y de ser antipatriotas; a la vez los comunistas consideran a los apristas como intrigantes al servicio de los intereses de los explotadores para frenar así la auténtica revolución. Frente a esta disputa, el joven Gabriel se muestra como un individualista acérrimo: no comparte ninguno de esos fanatismos extremos, aunque se siente más cercano a los comunistas. Se le podría definir como un independiente.

## Escenario
Los hechos narrados transcurren en el interior de El Sexto, una prisión situada en el centro de Lima, en la avenida Bolivia con Alfonso Ugarte. Al inicio del relato, el joven Gabriel cuenta su llegada luego de abandonar la Intendencia; tras cruzar un patio inmenso fue conducido hacia el tercer piso o pabellón de los presos políticos. En el primer piso se hallan los presos comunes más peligrosos (asesinos, ladrones prontuariados), en el segundo los no avezados (violadores, estafadores, ladrones primerizos) y en el tercero los presos políticos, divididos en apristas y comunistas.

## Personajes

### Principales
- Gabriel Osborno, el narrador-protagonista, es un joven estudiante, serrano, artista, idealista, apolítico. Es natural del pueblo de Larcay, cerca de Chalhuanca. No se alinea ni con los apristas ni con los comunistas, pues siente aversión por las doctrinas y disciplinas políticas que, según él, limitan su libertad. Prefiere juzgar a los individuos no por sus diferencias políticas, sino por su personalidad, y es así como se hace amigo por igual del comunista Cámac y el aprista Mok’ontullo. Es muy sensible y le atormentan las terribles escenas que ve en la cárcel. En los momentos de mayor angustia recuerda las bellas y apacibles imágenes de su tierra natal, a manera de paliativo.[13][8][3]
- Alejandro Cámac, hombre maduro, alto, flaco, serrano, campesino de origen, carpintero de minas, sindicalista y comunista. En Morococha (región minera en la sierra central del Perú) había sufrido encierro y torturas, antes de ser trasladado a Lima. Compañero de celda de Gabriel, quien llega a admirarle por su sentido de justicia, que estaba por encima de su militancia partidaria. Muere en prisión y sus camaradas lo homenajean, sumándose incluso los apristas al acto, pues todos le reconocen como un gran luchador social.[14][7][3]
- Juan, apodado Mok’ontullo, joven, alto, blanco, arequipeño y aprista. Es la esperanza de su partido, aunque él se define solo como el músculo del mismo, siendo otros los cerebros. Empero, no es fanático y hace amistad con Gabriel.[15]
- Francisco Estremadoyro, apodado Pacasmayo, por ser natural del puerto de ese nombre, situado en el departamento de La Libertad, donde tenía un negocio de lanchas. Estaba como acusado de aprista, pero en realidad era apolítico y según su versión su encierro era obra de un diputado liberteño a raíz de una disputa por el amor de una mujer. Es muy jovial, conversador y lleno de energía, pero de pronto es aquejado de una extraña enfermedad que le hace enrojecer el rostro. Ello, sumado al deprimente espectáculo de la prostitución de un muchacho apodado Clavel en plena cárcel, hace que enloquezca y se suicide arrojándose contra los barrotes de la celda del muchacho.[15]
- El piurano Policarpo Herrera, natural de Chulucanas. Es un hombre alto y fornido, pequeño propietario, agricultor cañavelero, que según su versión estaba en prisión por su enemistad personal con el subprefecto de su provincia. Como todo hombre andino siente aversión hacia la homosexualidad; detesta por eso al Rosita y a los violadores como el Puñalada y su banda de negros.[15]
- Maraví, delincuente de alta peligrosidad, gordo, bajo y achinado. Es uno de los jefes de El Sexto, rivalizando con Rosita y Puñalada por el control de los negocios en el interior del penal.[16]
- Puñalada es un negro, ladrón y asesino. Es alto, corpulento y con mirada de caballo. Es jefe de una de las bandas que existen dentro de la prisión. Es también el encargado de llamar a los presos desde la puerta del penal. Controla el negocio de prostituir a un joven llamado Clavel, así como el tráfico de alcohol, hojas de coca y droga dentro de la prisión. Se enamora de Rosita pero éste lo rechaza.[15]
- Rosita, homosexual y travestido, quien purga prisión por ladrón y asesino. Es otro de los líderes del Sexto, en rivalidad con Maraví y Puñalada. Es hábil con la navaja y muy respetado por todos. Su pasatiempo favorito es el canto que entona con delicada voz. Convive en su celda con «el Sargento», un preso común condenado por estupro.[16]

### Secundarios
- Luis, preso político, natural de Cutervo en el departamento de Cajamarca. Es el líder de los apristas. Estos, que entre sí se tratan de «compañeros», son los más numerosos (más de 200).
- Pedro, preso político, viejo, limeño. Es el líder de los comunistas, que conforman una minoría entre los presos políticos (unos 30 «camaradas»).[7]
- Torralba, preso político, obrero fornido, serrano y comunista.
- El Clavel, un muchacho homosexual, de tez clara, que es traído de la calle y encerrado en una celda donde el Puñalada y su gente lo prostituyen, cobrando a cada usuario diez soles. Enloquece y los guardias lo sacan de la prisión, desconociéndose su final. Se decía que era hijo de unos inmigrantes serranos instalados en Cantagallo, quienes lo abandonaron siendo niño.[17][3]
- El Pianista o el Músico, es un preso vago, quien sufre de maltratos, humillaciones y violaciones de parte de Puñalada y otros presos avezados, y termina por enloquecer. Se le ve en los pasillos simulando tocar el piano en el suelo y en los barrotes. Termina por enfermar gravemente y Gabriel trata de paliar su sufrimiento regalándole ropa y dándole comida, pero después aparece muerto en su celda. Se contaba que antes de recalar en la prisión había sido, en efecto, un estudiante de piano, que de día trabajaba de dependiente en una tienda.[17][3]
- El Japonés es un preso vago, de ascendencia japonesa, quien es objeto de la burla y el maltrato de parte del Puñalada y otros presos. Puñalada le da el apodo de Hirohito y uno de los tormentos al que le sometía era impedirle que defecara tranquilamente, haciendo que se revolcara en su suciedad. Fallece a causa de los maltratos.[17][8][3]
- Un negro idiota y exhibicionista, que enseña su enorme miembro viril a cambio de unos centavos. Él es quien, al final de la novela, mata al Puñalada cortándole en el cuello.[17]
- El Ángel del Sexto, un joven, alto, pálido e ingenuo, oriundo de Cajamarca. Es empleado de la prisión, que se encarga de transmitir las comunicaciones, recados y alimentos que los presos reciben de sus familiares.[15]
- Libio Tasaico, un muchacho de 14 años, serrano y sirviente, quien llega al Sexto acusado por su patrona de robar un anillo costoso. Llevado a una celda, es abusado sexualmente por Puñalada y otros negros. Rechaza el dinero que Puñalada le quiere dar. Se hace amigo de Gabriel, de quien era paisano. Al día siguiente sale en libertad pues su patrona avisa que ya encontró su anillo.[15]
- El Pato, inspector de la policía y soplón (informante o delator al servicio del gobierno), odiado por los presos políticos, que es muerto de una cuchillada por el Piurano.[17]
- Pate’Cabra, otro de los líderes del primer piso de El Sexto, aunque no tiene protagonismo en el relato.[17]
- Los vagos, son presos comunes encerrados por vagancia y por andar indocumentados; algunos se ponen al servicio de los delincuentes más avezados, como mandaderos o guardaespaldas.[3]
- Los paqueteros, vagos al servicio de Puñalada, Maraví y el Rosita, llamados así porque se encargaban de llevar al excusado los excrementos de sus amos envueltos en papel periódico.[18]
- El Comisario de la prisión, que es un mayor de la policía, colérico y abusivo. No da importancia a las quejas y reclamos de los presos políticos, pues considera que la cárcel es precisamente para eso, para padecer.[15]
- El Cabo, el Sargento, el Teniente y los guardias de la prisión.

## Resumen

### El ingreso a la prisión
La novela empieza con el ingreso del joven Gabriel a la prisión de El Sexto, en pleno centro de Lima, donde oye los cánticos de los presos políticos: los apristas cantan a todo pulmón «La marsellesa aprista» y los comunistas el himno de «La Internacional». Gabriel es un estudiante universitario involucrado en una protesta contra la dictadura que rige al país y por ello es conducido al pabellón destinado a los presos políticos, situado en el tercer piso del penal. Es introducido en una celda, que compartirá en adelante con Alejandro Cámac Jiménez, un sindicalista minero de la sierra central, preso por comunista.

### Los presos
Cámac se convierte para Gabriel en el guía y consejero en ese submundo donde se encuentra «lo peor y lo mejor del Perú». La cárcel está dividida en tres niveles: en el primer piso se encuentran los delincuentes más peligrosos y prontuariados; en el segundo están los delincuentes no avezados (violadores, ladrones primerizos, estafadores, etc.) y en el tercero se encuentran, como ya queda dicho, los presos políticos. Gabriel va conociendo uno por uno a los presidiarios. Pedro es el líder de los comunistas y Luis el de los apristas; estos últimos son los más numerosos (más de 200, frente a 30 comunistas). Destacan también el aprista Juan (apodado Mok’ontullo) y el comunista Torralba. Otros «políticos» como el Pacasmayo y el piurano Policarpo Herrera se consideran apolíticos y aducen estar en prisión por venganzas personales.
De entre los delincuentes del piso inferior Gabriel conoce a los que son los amos del Sexto: Maraví, el negro Puñalada y el Rosita, este último un travestido. Otro grupo lo conforman los vagos, algunos de los cuales son pintorescos, como el negro que enseña su pene, «inmenso como el de una bestia de carga», a cambio de diez centavos; pero otros son verdaderos espantajos humanos, víctimas de la burla y el sadismo de los más avezados. Tales son lo casos del Pianista, el Japonés y el Clavel.

### La desgracia del Clavel
Lo ocurrido en torno a Clavel ejemplifica en su máxima expresión el horror carcelario. Clavel es un muchacho homosexual quien luego de ser violado por los presos, es encerrado por Puñalada en una celda y obligado a prostituirse, todo ello con la complicidad de los guardias y las autoridades penitenciarias. Clavel termina por enloquecer.

### La muerte del Pianista
Otra escena nos permite conocer el alma bondadosa de Gabriel. Cuando el Pianista agoniza en el pasillo víctima de los maltratos sufridos, Gabriel, con ayuda de Mok’ontullo, lo recoge, lo regresa a su celda y lo abriga con su ropa. Inesperadamente se acerca Rosita ofreciendo ayuda y protección al Pianista. Pero éste aparece muerto al día siguiente y algunos presos acusan a Gabriel de ser responsable de su muerte, presumiendo que las ropas que le regaló habían atraído la codicia de los vagos quienes en el forcejeo para quitárselas lo habrían ahorcado. Esto provoca una disputa entre apristas y comunistas; los primeros acusan a los segundos de provocar el incidente, para enredar a Mok’ontullo con Rosita, y así ensuciar la trayectoria de quien era considerado como la esperanza del partido, por su juventud y entusiasmo. Este incidente provoca una serie de discusiones entre los militantes de cada partido. Los apristas se consideran los verdaderos representantes del pueblo peruano y acusan a los comunistas de estar al servicio de Moscú; por su parte, los comunistas acusan a los apristas de ser intrigantes y actuar solo como instrumentos de la clase oligárquica para frenar la revolución auténtica. Ante tal discusión, Gabriel no tiene reparos en decir abiertamente que no comulga con ideologías y disciplinas politizadas que, según él, limitan la libertad natural del ser humano. Los demás comunistas le responden que es un idealista y soñador, y que le faltaba compenetrarse más con la doctrina del partido.

### La queja ante el Comisario
Mientras tanto, el Clavel continúa siendo prostituido en su celda, lo que conmueve y repugna a los presos políticos. El más afectado es Pacasmayo, quien para colmo es preso de una extraña enfermedad que le hace enrojecer el rostro, ante la indiferencia del médico de la prisión, quien se limita a decirle que solo es un mal pasajero. El piurano también demuestra abiertamente su aversión hacia todos los actos homosexuales y de violencia sexual que se practican en la cárcel. Los líderes de los presos políticos se ponen de acuerdo y solicitan una entrevista con el Comisario del penal; asimismo le envían un petitorio donde exigen que se ponga fin al tráfico sexual y se trasladen a otra prisión al Puñalada, Maraví y Rosita. Firman la solicitud Pedro, Luis y Gabriel (este último en nombre de los universitarios e independientes). El Comisario llama a todos ellos a su despacho; luego de leer el petitorio, lo rechaza iracundo, aduciendo que la cárcel era precisamente para eso, para que los presos se jodieran entre ellos, y que debían estar más bien agradecidos los políticos de que no fueran encerrados en el primer piso, lo cual sería, según él, el verdadero castigo, por traidores a la patria. Luis y Gabriel no se contienen y responden digna y airadamente; ante lo cual el Comisario llama a los guardias y ordena que los golpeen y los devuelvan a sus celdas.

### La muerte de Alejandro Cámac
Poco después fallece Alejandro Cámac en brazos de Gabriel. En los últimos días su salud se había quebrantado y perdido la visión de un ojo. Todos los políticos, apristas y comunistas rinden homenaje a quien consideran un gran luchador social. Pedro da un vibrante discurso. El cadáver es sacado y los presos lo despiden cantando a toda voz sus himnos respectivos. El teniente es enviado a acallar a los presos, pero no logra su cometido. La muerte de Cámac coincide con la del Japonés, víctima del hambre y los golpes; ambos cuerpos son sacados del penal en el mismo camión.

### La violación múltiple a Libio Tasaico
Otro suceso que conmueve a Gabriel es el ocurrido en torno a Libio Tasaico, un muchacho serrano y sirviente, de 14 años, quien llega a la cárcel acusado por su patrona de robarle una joya costosa. Esa misma noche Puñalada y otros negros violan al muchacho, quien amanece llorando desconsoladamente. Gabriel trata de calmarlo; lo lleva a su celda y le cuenta sobre la vida de su pueblo situado también en las serranías, donde los hombres son valientes y no lloran a pesar de latiguearse en las festividades patronales. Libio siente entonces alivio al encontrar a una persona que le habla con el idioma del corazón. Poco después la patrona del muchacho avisa que ya encontró la joya (anillo costoso)
perdida y pide que le entreguen a Libio, pero éste no quiere regresar donde ella. Gabriel le convence entonces para que se vaya de la prisión y lo despide afectuosamente, dándole la dirección de un amigo donde lo alojarían y darían trabajo.

### Suicidio de Pacasmayo y asesinato del Negro Puñalada
Este último incidente convence a Gabriel que el negro Puñalada debía morir y pide al Piurano que lo asesine. El Piurano promete hacerlo y se consigue un enorme cuchillo. Una noche, Gabriel escucha los gritos de Pacasmayo; al asomarse por la baranda, lo ve arrojarse desde lo alto contra las rejas de la celda del Clavel, rompiéndose el cuello. No repuesto de la impresión, al poco rato Gabriel escucha al Puñalada gritando de dolor y lo ve desplomarse sangrando, con un enorme corte en el cuello. Gabriel cree al principio que es obra del Piurano pero éste se acerca y le asegura que otro se le había adelantado. El teniente, el cabo y los guardias irrumpen y encuentran al negro exhibicionista con un cuchillo en la mano; asumen que es el asesino del Puñalada y lo arrestan. También llevan como testigos a Gabriel y al Piurano; Gabriel cuenta a los policías que Pacasmayo se quitó la vida al no poder soportar el abominable espectáculo del muchacho prostituido, pero el cabo y los policías suponen que fue de celos por el Clavel, lo que indigna a Gabriel y al Piurano.

### El Piurano asesina al Pato
El Piurano y Gabriel son devueltos a sus celdas, pero al momento de atravesar el patio se les acerca el Pato, un inspector, quien pistola en mano amenaza al piurano y lo insulta de la peor manera. El Pato era un soplón o delator al servicio del gobierno y como tal odiado por los presos políticos; el piurano no soporta la ofensa y con un movimiento veloz saca su cuchillo y le da un tajo en el cuello. El Pato cae muerto ante la estupefacción de todos. Gabriel sube al tercer piso y anuncia a toda voz el suceso; todos celebran y dan vivas al Piurano; también se oyen vivas al Apra.

### La libertad
El relato termina cuando, al amanecer siguiente, Gabriel despierta al escuchar una voz estentórea que le llamaba desde la puerta de la prisión. Era un negro joven, que relevaba a Puñalada en la tarea de llamar a los presos. Es también el momento en que Gabriel abandona la cárcel.

## Análisis
Según el análisis de Mario Vargas Llosa, desde un punto de vista muy formal, esta novela es la más imperfecta de todas las que escribió Arguedas. Considera que hay demasiados cabos sueltos en los diversos episodios. Cree que algunos de ellos, como la disputa entre los apristas y comunistas por el incidente del Pianista, carecen del poder de persuasión; y otras, como el discurso por la muerte de Cámac, no armonizan con el contexto. También considera que escenas que deberían haber tenido un gran dramatismo, como la muerte de Puñalada, no logran ese efecto. Agrega además que muchos de los personajes son difusos y que no hay fluidez en la historia, pues el tiempo narrativo no está bien estructurado.
Empero, Vargas Llosa señala también los aciertos de la obra. Según su criterio, lo mejor sería «la parte estática del libro, el ambiente de rutina embrutecedora, envilecimiento y podredumbre que sirve de marco a la acción.» Otro de los aciertos serían los «personajes colectivos», «entidades gregarias en las que el individuo es absorbido y borrado por el conjunto, que funciona como el sincronismo de un ballet.» Entre esas tropas humanas la más vívidamente representada sería la de los vagos, en quienes, pese a su repulsión, Arguedas consigue preservar un residuo de humanidad, y sus apariciones provocan, además de disgusto y pavor, compasión y hasta ternura.
Vargas Llosa nota también un cambio en la narrativa de Arguedas: una mayor importancia que da a los diálogos antes que las descripciones. En sus obras anteriores (Yawar Fiesta y Los ríos profundos) había logrado con acierto una reelaboración castellana del quechua para hacer hablar a sus personajes andinos. En El Sexto, los personajes son mayormente costeños de habla criolla y serranos que se expresan ordinariamente en castellano, y allí es donde surgió la dificultad. Arguedas trató de reproducir, mediante la escritura fonética, las variedades regionales del castellano –el hablado por los piuranos, los serranos, los zambos y los criollos costeños—, y aunque a veces acertó, como en el caso de Cámac, en otros fracasó, como en el caso del Piurano, cuya habla más parece una parodia, no logrando reproducir el auténtico lenguaje de un piurano de la sierra.
«De todos modos, aun con estas limitaciones, por su rica emotividad, sus hábiles contrastes y sus relámpagos de poesía, el libro deja al final de la lectura, como todo lo que Arguedas escribió, una impresión de belleza y de vida», termina diciendo Vargas Llosa.

## Mensaje
Arguedas define a "El Sexto" como una escuela del vicio, pero a la vez como una escuela de generosidad. Y es que en ese lugar el escritor encontró lo peor que la sociedad ha producido pero a la vez la esperanza de quienes luchaban por cambiarla, sufriendo no solo la privación de la libertad sino torturas y sufrimientos. Al margen de las menudas disputas doctrinarias que se dan entre los presos políticos, existe ideales comunes que en determinados momentos hermana a todos ellos: la lucha contra una dictadura totalitaria y el deseo por implantar en el país la justicia social.